# Cribrarula cribraria
Cribrarula cribraria là một loài ốc biển, là động vật thân mềm chân bụng sống ở biển trong họ Cypraeidae, họ ốc sứ.

## Phụ loài
Các phân loài sau được công nhận:
- Cribrarula cribraria australiensis Lorenz, 2002
- Cribrarula cribraria comma (Perry, 1811)
- Cribrarula cribraria cribraria (Linnaeus, 1758)

## Phân bố
Loài này và các phân loài của nó phân bố ở Biển Đỏ và ở Ấn Độ Dương dọc theo Aldabra, Chagos, Comoros, Kenya, Madagascar, Mozambique, Seychelles và Tanzania.

## Hình ảnh

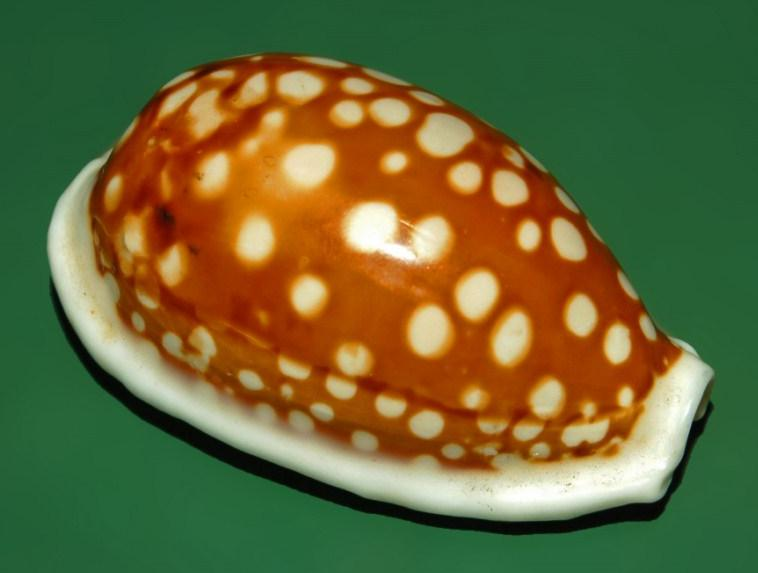
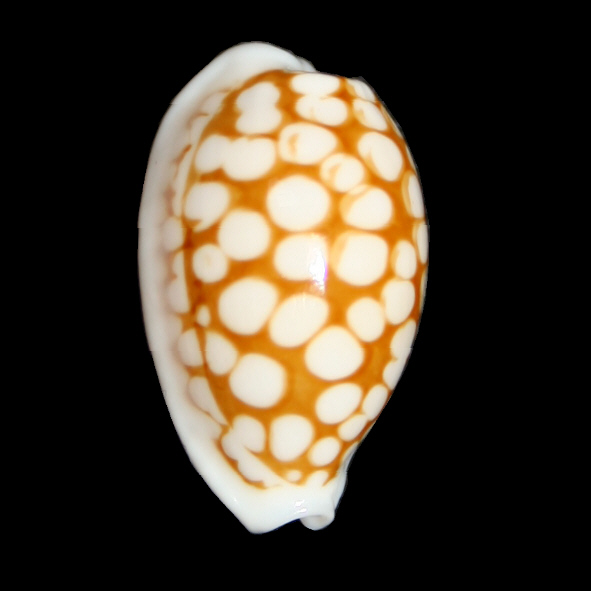